# Clan Sarumé

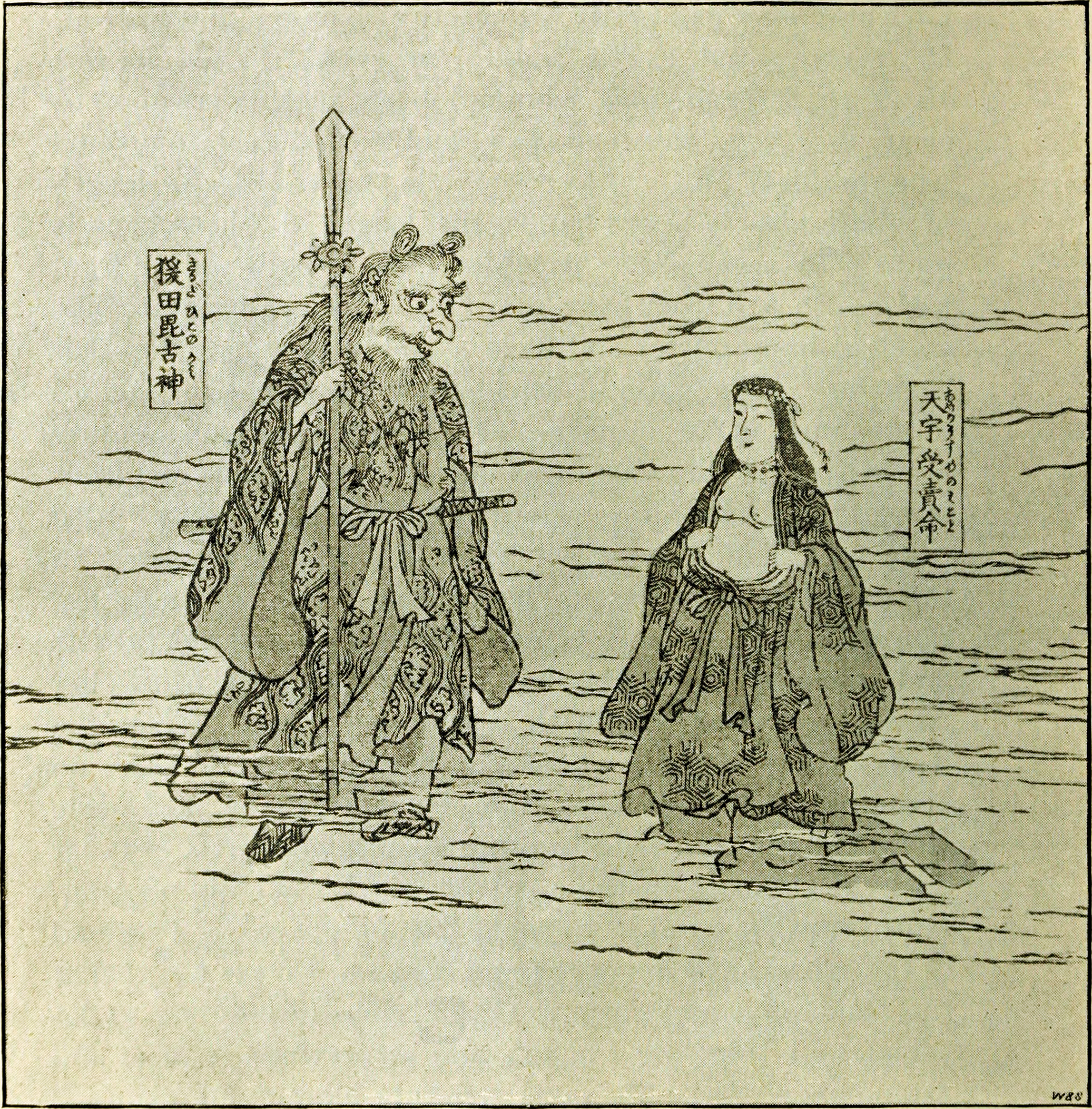
Sarutahiko et Ame no Uzume, les fondateurs du clan

Le clan Sarume est un clan japonais.
Le clan Sarume, fondé par et descendant d'Ama-no-Uzume et Sarutahiko Ōkami, est connu pour ses femmes ritualistes,,,.
Ils sont parfois identifiés à Miko ou considérés comme leurs prédécesseurs,. Leurs danseuses exécutaient de nombreuses danses qui semblaient finalement fusionner avec les cérémonies du Miko. Plus tard sur les enregistrements du clan Sarume a disparu.
Il y a un clan Sarume, sanctuaire qui est un sous-sanctuaire du sanctuaire Sarutahiko qui leur est dédié,,,.

## Aperçu
Le clan Sarume sont connus dans la mythologie japonaise comme les descendants d'Ame no Uzume, une divinité célèbre pour son rôle central dans le mythe d'Amaterasu, la déesse du soleil, se retirant dans l'Ama-no-Iwato (grotte rocheuse céleste):53-68.
Les femmes Sarume étaient associées à Kagura, danses exécutées lors des rites d'intronisation:25-26.
Au Département des Divinités, il y avait cette organisation:35,:25-26.
- Le Clan Inbe était responsable de la gestion de l'achat de matériel pour les rituels et de l'exécution des rites d'abstinence[13]:25-26 et distribution d'offrandes d'hommage au sein du Jingikan[13]:35 prétendant descendre d'Ame no Futodama no Mikoto[13]:25-26.
- Clan Sarume : les femmes étaient chargées d'exécuter des danses sacrées[13]:35. Initialement servant de voyants et de guérisseurs, leur rôle a évolué pour inclure l'exécution de danses rituelles, ou kagura, lors des rites d'intronisation et des cérémonies[13]:25-26 prétendant descendre de la déesse Ame no Uzume no Mikoto[13]:25-26.
- Les Tamatsukuri se spécialisaient dans la création de bijoux[13]:35.
- Les Kagamitsukuri étaient connus pour fabriquer des miroirs pour une utilisation dans les cérémonies du sanctuaire[13]:35.
- Le clan Urabe (卜部氏|卜部氏) considéré comme de rang relativement bas, effectuait des pratiques divinatoires[13]:35,[14] utilisant des carapaces de tortues et des omoplates de cerf[13]:25-26 prenant plus tard le nom de famille « Clan Yoshida » et revendique une descendance d'Ame no Koyane[13]:25-26.

- Le clan Nakatomi, plus tard connu sous le nom de clan Fujiwara, se spécialisait dans la récitation de prières aux Kami, avec une lignée divine remontant à Ame no Koyane no Mikoto[13]:25-26.
  - Dans son livre Jinja to kodai ōken saishi (1989), Iwao Ōwa (ja) théorise que le clan Clan Ō (多氏, Ō no uji?, 大氏) était à l'origine ōmi (大忌, « plus grand tabou (prêtrise) »), mais a été usurpé par le clan Nakatomi, qui faisait partie du « moindre clergé » (ce dernier prétendant descendre du Clan Inbe). Takemikazuchi était à l'origine un dieu local (kuni-tsu-kami) révéré par le Clan Ō, et était un dieu du voyage maritime. Cependant, le clan Nakatomi, qui a également des racines dans cette région, et lorsqu'ils ont pris le contrôle des devoirs sacerdotaux du clan Ō, ils ont également institué Takemikazuchi comme l'ujigami (divinité du clan) du clan Nakatomi. Ou du moins, c'est l'observation faite par Iwao Ōwa[15].

## Histoire
Les contes racontent une grande rivalité entre Amaterasu et Susano'o. Lorsqu'il dû quitter le paradis pour toujours parce qu'Izanagi le lui avait ordonné, il alla dire au revoir à sa sœur, Amaterasu. Méfiante, elle lui proposa un défi : chacun d'eux devait transformer en une personne, un objet appartenant à l'autre. Amaterasu créa trois femmes à partir de l'épée de Susanoo tandis que celui-ci créa cinq hommes à partir du collier d'Amaterasu. Elle affirma que les hommes lui appartenaient parce qu'ils étaient nés de son collier. Susano'o, de rage, détruisit ses rizières, jeta un poney mort dans son métier à tisser et tua l'un de ses assistants. À la suite de cela, Amaterasu, triste, en colère et effrayée alla se cacher à l'intérieur d'Ama-no-Iwato, la « grotte céleste », ainsi le Soleil a été caché et le monde est devenu sombre pendant longtemps. Les Oni (Diables de la mythologie japonaise) sont sortis dans le monde des ténèbres, et les dieux n'ont pas pu faire sortir Amaterasu de la grotte:53-68.
La déesse du bonheur, Ama-no-Uzume (天宇受売命) prit un grand seau, le retourna près de l'entrée de la grotte et commença une danse dessus, arrachant ses vêtements devant les autres Kami. Ils ont trouvé cela si drôle qu'ils ont ri joyeusement:53-68.
Amaterasu les entendit et regarda pourquoi les dieux riaient. Lorsqu'elle ouvrit la grotte, elle vit son merveilleux reflet dans un miroir qu'Uzume avait installé sur un arbre et sortit de la grotte:53-68.
Dans l'Antiquité, Amaterasu ordonna à Uzume d'accompagner son petit-fils Ninigi lors de son voyage sur terre. Ils se sont dirigés vers Ame-no-ukihashi (en) (« pont flottant du ciel ») pour qu'ils puissent se diriger vers la terre mais ils ont été bloqués par Sarutahiko. Uzume est venu et a persuadé Sarutahiko de laisser passer Ninigi ; dans d'autres versions de l'histoire, Uzume flirte avec Sarutahiko.
Plus tard, Uzume et Sarutahiko tombent amoureux et se marient. Ensemble, ils fondent le clan Sarume,,.
Le Kogo Shui dit que c'est l'origine d'un rite pratiqué par le clan Sarume.
Le Kojiki dit que pendant son séjour à Ise, Uzume s'est assurée que les poissons prêtaient allégeance à Ninigi. L'Holothurie dépourvue de bouche était incapable de parler, alors Uzume lui a coupé une bouche[pas clair]. Ce récit décrit les Sarume no kimi comme les premiers destinataires des offrandes à Ise.
Plus tard dans leur histoire, ils se seraient croisés avec le Clan Wani (en), qui serait lié aux dragons (en), avec Naniwa-neko Takefurukuma décrit comme un ancêtre. On[Qui ?] croyait qu’épouser des femmes du clan Wani donnait à l’empereur le contrôle de la mer. (p149-150)Le clan Wani avait un rôle religieux similaire à celui du clan Sarume comme médiums, tant de femmes du clan Sarume demandait aux maris du clan Wani d'effectuer des rôles rituels en tant que substituts des hommes du clan Sarume (p168). Leurs danseuses exécutaient de nombreuses danses qui semblaient finalement fusionner avec les cérémonies du Miko. Plus tard, les archives du Sarume ont disparu.
Le sanctuaire Sarutahiko d'Ise est lié au même mythe fondateur. Les prêtres du sanctuaire seraient également des descendants de Sarutahiko qui il vénère.
Il y a un sanctuaire Sarume qui est un sous-sanctuaire du sanctuaire Sarutahiko qui leur est dédié,,,.